# Cekropiny
Cekropiny – peptydy antydrobnoustrojowe po raz pierwszy opisane u ćmy Hyalophora cecropia. Peptydy te wyizolowano również od ssaków.
Są to białka:
- zbudowane z 34-39 reszt aminokwasowych
- posiadają dwie α-helisy.

Wyróżnia się cekropiny:
- cekropinę A (KWKLFKKIEKVGQNIRDGIIIKAGPAVAVVGQATQIAK)
- cekropinę B (KWKVFKKIEKMGRNIRNGIVKAGPAIAVLGEAKAL)
- cekropinę P1 (wyizolowana z jelita świń).

Cekropiny są aktywne wobec bakterii Gram-dodatnich i Gram-ujemnych. Zarówno cekropina A, jak i cekropina B wykazują właściwości cytolityczne w stosunku do kilku różnych linii komórek nowotworowych, przy czym nie powodują niszczenia prawidłowych komórek fibroblastów, limfocytów i erytrocytów. Suttman i wsp. wykazali, że cekropiny A i B wykazują dużą toksyczność względem komórek raka pęcherza moczowego z niewielkim efektem toksycznym w stosunku do komórek prawidłowych fibroblastów. Badania Madera wykazały, że skojarzenie cekropiny A z 5-fluorouracylem przynosi dodatkowy efekt cytotoksyczny przeciwko komórkom ostrej białaczki limfatycznej i może być zastosowana w terapii przeciwnowotworowej.